# Рейнгбальд Берта Михайлівна
Бе́рта Миха́йлівна Рейнгбальд (листопад 1897 (за іншими даними 1899), Одеса — 19 жовтня 1944, Одеса) — українська піаністка та педагогиня, 1933 року — професорка. Кавалер ордена Трудового Червоного Прапора.

## Життєпис
Навчалася в Одеській консерваторії, вчителями були Дронсейко-Миронович Броніслава Ієронімівна та Есфір Чернецька-Гешеліна.
По навчанні інколи виступала в Одесі з фортепіанними концертами, проте слави зажила викладацькою діяльністю в Музичній школі Столярського.
Одночасно викладала в Одеській консерваторії, з 1938 року завідувала кафедрою спеціального фортепіано.
Серед її вихованців — Еміль Гілельс, Ісидор Зак, Берта Маранц, Оскар Фельцман, Людмила Ваверко.
В часі німецько-радянської війни знаходилася в евакуації у Ташкенті, викладала в евакуйованій туди Ленінградській консерваторії.
Отримала запрошення до праці в Ленінградській консерваторії та у московському Інституті Гнесіних, однак відразу виїхала до Одеси після її звільнення.
Призначена директоркою музичної школи Столярського. Проте після півтора місяця боротьби з бюрократами, щоб отримати житло (її квартира була зайнята співробітником НКВД), не витримала і наклала на себе руки.
1974 року Еміль Гілельс на вшанування 30-річчя її смерти дав в Одесі пам'ятний концерт.